# Big Bang (Heavy Pettin)
Big Bang è il terzo album degli Heavy Pettin, pubblicato nel 1989 per l'etichetta discografica FM Revolver Records.

## Tracce
1. Born to Burn – 3:25
2. Romeo – 4:58
3. Lonely People – 5:18
4. This Is America – 5:26
5. Looking For Love – 4:45
6. Madonna On the Radio! – 3:21
7. Don't Call It Love – 4:20
8. Heaven Scent – 3:50
9. Two Hearts – 4:50

## Formazione
- Hamie - voce
- Punky Mendoza - chitarra
- Gordon Bonnar - chitarra
- Brian Waugh - basso
- Gary Moat - batteria